# Société acadienne de Clare
 (juin 2025).
 (juin 2025).
Motif : Les sources ne sont ni secondaires ni centrées
- Archive Wikiwix
- Bing
- Cairn
- DuckDuckGo
- E. Universalis
- Gallica
- Google
- G. Books
- G. News
- G. Scholar
- Persée
- Qwant
- (zh) Baidu
- (ru) Yandex

| 1. | Préciser le motif de la pose du bandeau. | Précisez le motif de la pose du bandeau en utilisant la syntaxe suivante : {{admissibilité à vérifier\|date=août 2025\|motif=remplacez ce texte par le motif}}                                  |
| 2. | Informer les utilisateurs concernés.     | Pensez à avertir le créateur de l'article, par exemple, en insérant le code ci-dessous sur sa page de discussion : {{subst:avertissement admissibilité à vérifier\|Société acadienne de Clare}} |

La Société acadienne de Clare (SAC) est un organisme communautaire qui regroupe des individus, des associations et des organismes qui travaillent à la promotion de la langue et de la culture acadiennes dans la municipalité de Clare, située dans la région de la Baie Sainte-Marie.

## Historique
La Loi sur les langues officielles, adoptée en 1968 sous le gouvernement du Premier ministre Pierre Trudeau, a eu un impact national en soutenant les communautés minoritaires de langue officielle. La loi a conduit à la création de fonds gouvernementaux pour soutenir ces communautés, à condition que des organismes soient mis en place pour les représenter.
En Nouvelle-Écosse, cette dynamique a mené à la création de la Fédération acadienne de la Nouvelle-Écosse (FANE). Quatre grandes régions acadiennes sont identifiées dans la province : Chéticamp, Isle Madame, Argyle et Clare. Chacune de ces régions possédait un bureau régional de la FANE. Dans la région de Clare, ce bureau était connu sous le nom de FANE - Clare.
À la fin des années 1990, la FANE s'est restructurée pour déléguer la gestion des bureaux régionaux et des composantes à des organismes distincts tout en les gardant affiliés à la fédération. Cette restructuration a conduit à la création de la Société acadienne de Clare en 2001.
Depuis sa création, l'organisation joue un rôle central dans la vie communautaire de la région de la Baie Sainte-Marie en soutenant les initiatives locales et en servant de coordinateur entre les différents groupes communautaires. Elle apporte également son soutien à d'autres communautés acadiennes et francophones de la Nouvelle-Écosse, étendant ainsi son influence au-delà de Clare.

## Objectifs
La Société acadienne de Clare travaille à la promotion et au développement de la communauté acadienne et francophone de la municipalité de Clare. Son mandat est de renforcer l'identité culturelle et linguistique en encourageant l'usage quotidien du français et la transmission de la culture acadienne, tout en protégeant les droits acquis et en améliorant la qualité de vie des communautés minoritaires.
L'organisme joue également un rôle de collaboration avec les partenaires communautaires, institutionnels et gouvernementaux afin de promouvoir l'unité et de guider la communauté vers une vision commune de son développement.
Dans le secteur des services, la SAC soutient l'offre de services en français et veille à ce qu'ils se développent en fonction des besoins exprimés par la population francophone locale. Elle soutient également la formation et le développement de la communauté en proposant des activités éducatives telles que des ateliers, des conférences et des séances d'information.
La SAC initie et coordonne également des projets et des événements communautaires en partenariat avec d'autres groupes locaux, contribuant ainsi à une vie communautaire active et inclusive.

## Initiatives communautaires
En 2019, un groupe d'élèves de l'École secondaire de Clare a proposé l'idée d'installer des panneaux routiers bilingues dans la région afin de refléter la dualité linguistique de la communauté. En 2021, ce projet citoyen a conduit à une modification de la réglementation provinciale en Nouvelle-Écosse, autorisant officiellement l'installation de panneaux d'arrêt bilingues (« Stop/Arrêt »).
La Société acadienne de Clare a joué un rôle central tout au long de l'initiative en soutenant les élèves dans leurs efforts et en facilitant les discussions avec les autorités gouvernementales. L'organisme a contribué à la coordination locale du projet et à sa promotion auprès des partenaires communautaires et institutionnels.
Depuis le printemps 2022, plusieurs centaines d'enseignes bilingues ont été installées dans diverses régions acadiennes et francophones de la province, dont la municipalité de Clare. Le projet a été réalisé avec l'appui financier des différents paliers de gouvernement et la collaboration des municipalités concernées.

## Sources
1. 1 2  « COMMUNAUTÉ DE CLARE », sur https://lecourrier.com/ (consulté le 18 juin 2025)
2. ↑  « Loi sur les langues officielles du Nouveau-Brunswick », sur www.thecanadianencyclopedia.ca (consulté le 18 juin 2025)
3. ↑  « Qui sommes-nous ? – FANE » (consulté le 18 juin 2025)
4. ↑  « Installation de panneaux d'arrêt bilingues dans les localités acadiennes », sur Canada Info (consulté le 18 juin 2025)
5. 1 2  Radio-Canada, « Des panneaux d’arrêt bilingues à Clare dès cet été », sur Radio-Canada, 5 juillet 2021 (consulté le 13 août 2025)